# Ofensiva de Deir ez-Zor (mayo-junio de 2018)
 La ofensiva de Deir ez-Zor (mayo-junio de 2018) fue lanzada por el Estado Islámico de Irak y el Levante contra áreas controladas por el gobierno en toda la Gobernación de Deir ez-Zor en el este de Siria.  Durante la ofensiva, el 8 de junio, EIIL logró penetrar la ciudad de Abu Kamal, capturando varias partes de ella. 

## La ofensiva

### Ataques iniciales y asalto a la carretera
El 22 de mayo de 2018, el EIIL lanzó un ataque, que involucró a terroristas suicidas y vehículos blindados, en un puesto militar al sureste de Palmira y cerca de la Estación de Bombeo T-3.  Fuentes opositoras informaron que entre 26 y 30 combatientes a favor del gobierno murieron, entre ellos 17 no sirios, mientras que los militares negaron el alto número de muertos y estimaron el número de muertos en 16 soldados.  Al día siguiente, EIIL atacó un convoy militar conjunto sirio-ruso cerca de la ciudad de Mayadin .  Los enfrentamientos resultantes dejaron 26 combatientes del gobierno sirio, 5 PMC rusos y 4 soldados regulares rusos muertos.  Rusia informó que 43 militantes también fueron asesinados.  Simultáneamente al ataque de convoyes, EIIL asaltó tres puestos de control militares sirios en la misma área.  Tres días después, dos nuevos ataques EIIL tuvieron lugar cerca de Mayadin y Abu Kamal.
El 4 de junio, el EIIL atacó a las fuerzas gubernamentales a lo largo de un frente de 100 kilómetros desde Mayadin hasta Abu Kamal, capturando dos o tres ciudades en la orilla occidental del Éufrates. Los militantes atacaron en dos frentes, con combatientes del EIIL provenientes tanto del desierto, al oeste del Éufrates, como de su territorio en la orilla oriental del río. Unos días antes del asalto, alrededor de 400 combatientes del EIIL cruzaron el Éufrates desde su enclave hacia el este luego de un intenso bombardeo de posiciones gubernamentales. La captura de las ciudades cortó la carretera Deir ez-Zor-Abu Kamal.  Al día siguiente, las fuerzas progubernamentales recapturaron las áreas que habían perdido.

### Ataque a Abu Kamal
El 8 de junio, EIIL renovó su ofensiva y logró romper las líneas del Ejército en torno a Abu Kamal mediante el uso de 10 atacantes suicidas, incluyendo varios SVBIED.  Los combatientes de EIIL lograron irrumpir en la ciudad y los combates se acercaron al centro de la ciudad. El ataque una vez más cortó la carretera.  Sin embargo, pronto el Ejército lanzó un contraataque y al día siguiente se informó que los militares lograron recuperar la ciudad. Durante los combates, el comandante de la 11 División de Tanques del Ejército Sirio, el general Ali Muhammad al-Hussein, murió en enfrentamientos en las afueras de Abu Kamal.  El comandante de la División de Cohetes de Hezbollah también fue asesinado.  El 10 de junio, la ofensiva del EIIL contra Abu Kamal aún continuaba, antes de que los militantes se retiraran de la ciudad el 11 de junio.

## Consecuencias
El 17 de junio, Al-Masdar News informó que EIIL lanzó un ataque sorpresa contra las fuerzas gubernamentales alrededor de la estación de bombeo T3 en el desierto sirio, destruyendo un tanque y matando a varios soldados del gobierno. Al día siguiente, se enviaron refuerzos gubernamentales de la Guardia Republicana, las Fuerzas de Defensa Nacional y Liwa Fatemiyoun, así como combatientes adicionales de Hezbollah, en preparación para una nueva operación militar contra EIIL en la región.
El 18 de junio, la Fuerza Aérea israelí llevó a cabo un ataque aéreo contra las Fuerzas de Movilización Popular Iraquí, Hezbollah y el Cuerpo de la Guardia Revolucionaria de Irán en el área, lo que provocó la muerte de 52.  El ataque aéreo fue inicialmente atribuido a los Estados Unidos y la coalición CJTF-OIR por parte de varias milicias vinculadas a Irán, incluida la PMF, pero esto fue negado tanto por los Estados Unidos como por el CJTF-OIR; Más tarde se descubrió que, de hecho, fue llevado a cabo por Israel.